# Renfrew (Ontario)
Renfrew [ˈɹɛnfɹu] ist eine Gemeinde im Südosten der kanadischen Provinz Ontario und befindet sich ca. 80 km westlich von Ottawa. Die Kleinstadt (Town) liegt im Renfrew County und hat den Status einer „lower tier municipality“ (untergeordneten Gemeinde). Renfrew ist die drittgrößte Stadt im gleichnamigen County nach Petawawa und Pembroke.
Der Ort liegt am Bonnechere River in den Wäldern von Ontario, unweit der Grenze zur Provinz Québec und besteht vornehmlich aus Einfamilienhäusern und einigen Kirchen im modernen Stil. Die Hauptstraße des Ortes ist durch Geschäfte, Restaurants und Banken geprägt. Bekannt ist das Städtchen ebenfalls für seine historische Bedeutung bei der Gründung der National Hockey Association, aus welcher 1917 dann die National Hockey League entstand. An diese Geschichte des Eishockeys erinnert das NHA/NHL Birthplace Museum.
Renfrew ist ein Verkehrsknotenpunkt an dem der King’s Roads Highway 132 in den King’s Roads Highway 60 einmündet, welcher dann nordöstlich der Gemeinde in den Trans-Canada Highway mündet.

## Persönlichkeiten
- John Ambrose O’Brien (1885–1968), Mitbegründer der National Hockey Association
- Charlotte Whitton (1896–1975), Feministin und Bürgermeisterin von Ottawa
- Alex Phillips (1900–1977), Schauspieler und Kameramann
- Court Stone (1919–1983), Pianist, Komponist und Musikpädagoge
- Ted Lindsay (1925–2019), Eishockeyspieler, -trainer und -funktionär
- Jim Peplinski (* 1960), Eishockeyspieler
- Anthony Iob (* 1971), italo-kanadischer Eishockeyspieler
- Alan Letang (* 1975), kanadisch-kroatischer Eishockeyspieler